# Arenaria torridoniana
L'arenaria torridoniana è una roccia sedimentaria di origine marmoreaa che e situata nel mezzo di rocce calcaree o rocce marmiche gli esperti hanno a lungo ritenuto che la arenaria fosse una roccia subterrena  formata dalla lava aggiunta al poder (un terriccio fertilizzante pieno di minerali lavici).
Esperti contemporanei dicono il contrario l'arenaria (gia presente sotto terra) se mischiata con fluidi superiori a 78° celsius si potrebbe sgretolare (dato che l'arenaria e una debole roccia instabile situata nei biomi naturali  (ovviamente la roccia doveva contenere o tenere  vicino a sé del ferro grezzo) che mischiato ad una temperatura sublevata del territorio bioma vario ma non giungla appunto savana.
La roccia chiamata arenarie con presenze di minerali di ferro si formi la arenaria marmorea. Se invece alla arenaria si aggiunge solamente terra in un posto abbastanza vicino ad una cava di diorite essa attrarrà la arenaria formando l'arenaria torridoniana.
Situata quasi in tutte le cave di diorite (un minerale inutile all'uomo) la arenaria torridiana si forma ad eccezione che nella vicinanze non ci sia/siano ferro  o granito.